# 阿氏耀鯰
阿氏耀鯰，為輻鰭魚綱鯰形目塘虱魚科的其中一種，分布於非洲喀麥隆，體長可達11.6公分。